# 스테파니 오케레케 라이너스
스테파니 오케레케 라이너스(Stephanie Okereke Linus, MFR, 1982년 10월 2일 ~ )는 나이지리아의 배우, 감독, 모델이다. 아프리카 영화 아카데미상 여우주연상 3회(2005, 09, 10) 후보자이다.